# I Have a Dream

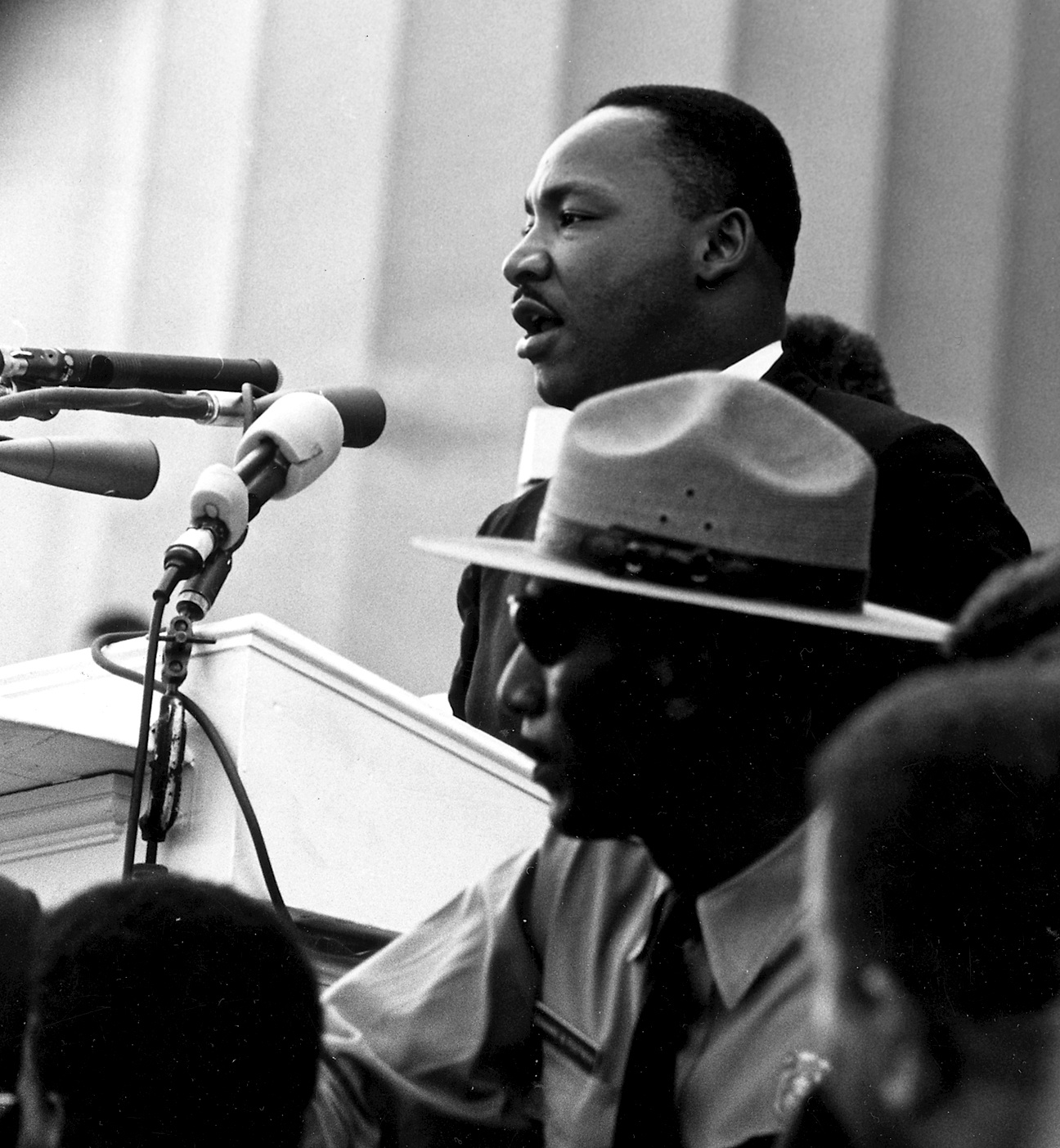
Martin Luther King během svého projevu

I Have a Dream (česky Mám sen) je vžité pojmenování pro historický projev Martina Luthera Kinga Jr., jehož nosnou myšlenkou bylo volání po rovnosti ras a konci diskriminace. Projev byl přednesen 28. srpna 1963 ze schodů washingtonského Lincolnova památníku během Pochodu na Washington za práci a svobodu a stal se významným mezníkem pro americké hnutí za občanská práva. Kingově řeči, považované za jeden z nejvýznamnějších rétorických počinů 20. století, přihlíželo více než 200 tisíc zastánců občanských práv.
Projev, který živě přenášely rozhlasové i televizní stanice, trval 16 minut, přičemž Martin Luther King se postupně od připraveného textu odpoutával a v závěru mluvil zcela spatra. Právě tato improvizovaná část, ve které představuje svou vizi (sen) o životě ve sjednoceném národě, vyvolala největší odezvu. Kingův projev byl následně v médiích hodnocen jako nejpůsobivější okamžik celého pochodu (podle programu byl 16. řečníkem z 18) a špičkový rétorický výkon.
V souvislosti se svým projevem byl King v roce 1963 vyhlášen časopisem TIME Mužem roku a v roce 1964 se stal nejmladším laureátem Nobelovy ceny za mír.

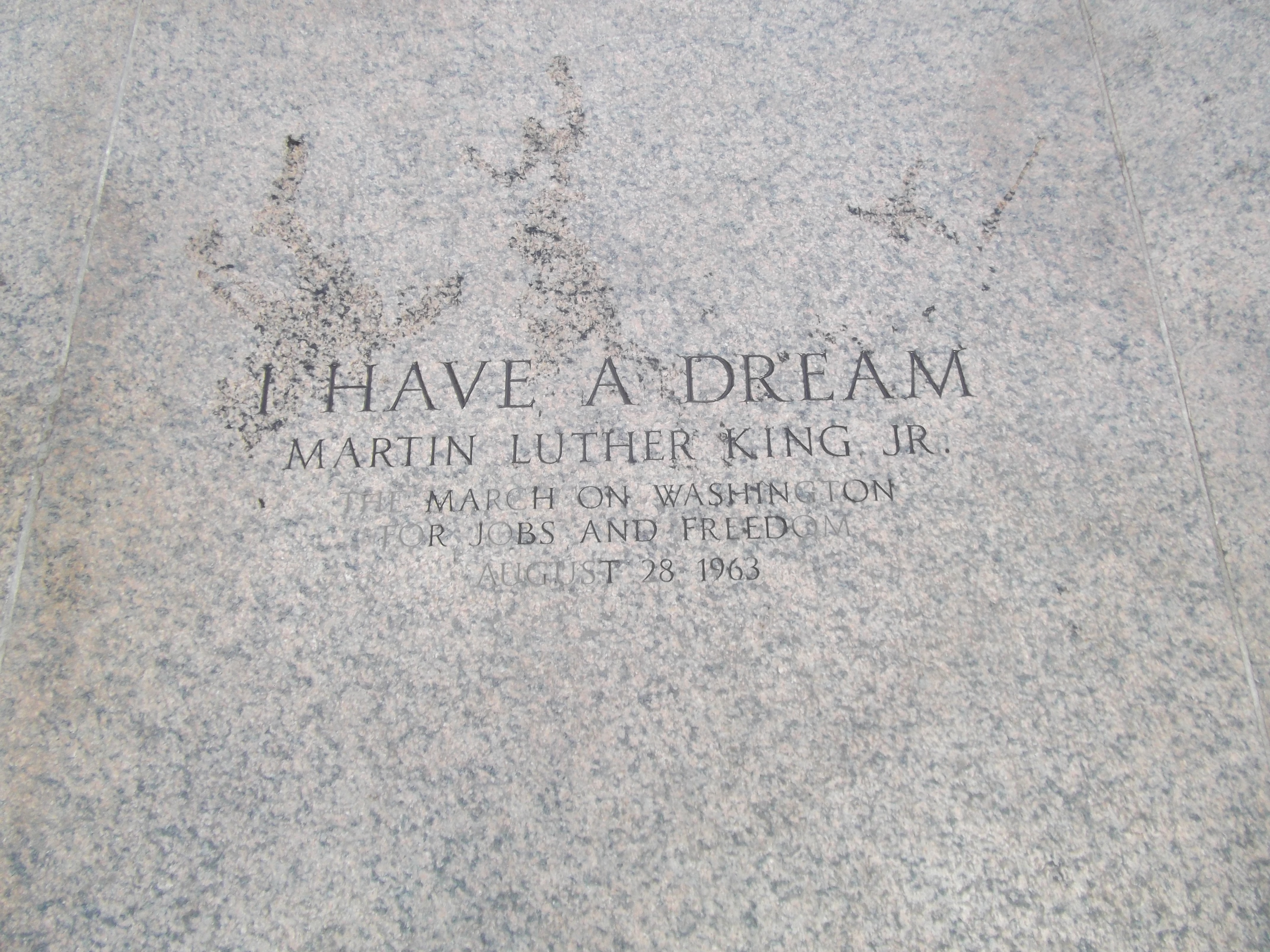
Nápis na schodech Lincolnova památníku označuje místo, ze kterého Martin Luther King pronesl projev Mám sen

V roce 2002 byl projev zařazen do Národního registru nahrávek (National Recording Registry). V roce 2003 byl vyryt na schod Lincolnova památníku nápis, který má připomínat místo, z něhož Martin Luther King Jr. projev pronesl.
Úspěch projevu a pochodu na Washington uvítala administrativa prezidenta Johna F. Kennedyho usilující o legislativní kroky ke zlepšení občanských práv. Projev zaznamenal i Federální úřad pro vyšetřování (FBI), který po něm označil Martina Luthera Kinga za nepřítele Spojených států.
Necelý rok po projevu, 2. července 1964, podepsal prezident Lyndon B. Johnson zákon, který zakazoval diskriminaci na veřejných místech, v zaměstnání a vzdělávání (Civil Rights Act). O rok později, 6. srpna 1965, podepsal prezident Lyndon B. Johnson zákon o volebním právu (Voting Right Act), který odstraňoval diskriminační opatření, jimž Afroameričané čelili (poplatky za hlasování, testování gramotnosti, zastrašování při registraci voličů aj.). 11. dubna 1968, v týdnu nepokojů po vraždě Martina Luthera Kinga (Holy Week Uprising), podepsal prezident Lyndon B. Johnson třetí významný zákon, který zakazoval rasovou diskriminaci v oblasti bydlení (Fair Housing Act).

## Ukázky z projevu
| "It would be fatal for the nation to overlook the urgency of the moment. This sweltering summer of the Negro's legitimate discontent will not pass until there is an invigorating autumn of freedom and equality. Nineteen sixty-three is not an end, but a beginning. And those who hope that the Negro needed to blow off steam and will now be content will have a rude awakening if the nation returns to business as usual. [applause]" | „Pominout naléhavost této chvíle by pro tuto zemi bylo osudové. Toto horké léto ve znamení legitimních protestů černošského obyvatelstva neskončí, dokud nepřijde osvěžující podzim svobody a rovnoprávnosti. Rok 1963 neznamená konec, ale začátek. A ty, kteří doufají, že černoši jen potřebovali vypustit trochu páry a budou zase poslušní, čeká nepříjemné probuzení, pokud se tato země vrátí ke své obvyklé praxi. [potlesk]“                                              |
| "There will be neither rest nor tranquility in America until the Negro is granted his citizenship rights. The whirlwinds of revolt will continue to shake the foundations of our nation until the bright day of justice emerges. But there is something that I must say to my people, who stand on the warm threshold, which leads into the palace of justice: In the process of gaining our rightful place, we must not be guilty of wrongful deeds. Let us not seek to satisfy our thirst for freedom by drinking from the cup of bitterness and hatred. (My Lord) [applause]" | „Amerika nedojde klidu a pokoje, dokud černochům nepřizná jejich občanská práva. Smršť nepokojů bude nadále otřásat samotnými základy této země, dokud jednoho šťastného dne nepřijde spravedlnost. Je tu ale něco, co musím zdůraznit svým lidem, kteří našlapují na vyhřátý práh vedoucí do paláce spravedlnosti. Na cestě za svým plnoprávným postavením se sami nesmíme provinit bezprávím. Nesnažme se uhasit naši žízeň po svobodě z pohárů hořkosti a nenávisti. [potlesk]“ |
| "I say to you today, my friends [applause], so even though we face the difficulties of today and tomorrow, I still have a dream. (Yes) It is a dream deeply rooted in the American dream. I have a dream that one day (Yes) this nation will rise up and live out the true meaning of its creed: 'We hold these truths to be self-evident that all men are created equal'." (Yes) [applause]'" | „Takže vám chci říci, přátelé [potlesk], že i když musíme dnes stejně jako v budoucnu čelit nesnázím, mám stále jeden sen. Ten sen je hluboce zakořeněn ve společném americkém snu, že jednoho dne se tento národ vzpřímí a zakusí skutečný význam svého kréda: 'Pokládáme za samozřejmé pravdy, že všichni lidé jsou stvořeni sobě rovni.'*[potlesk]“* Toto krédo je součástí Deklarace nezávislosti Spojených států amerických.                                                  |
| "I have a dream that one day on the red hills of Georgia the sons of former slaves and the sons of former slaveowners will be able to sit down together at a table of brotherhood." | „Sním o tom, že jednoho dne na cihlově červených svazích v Georgii budou moci potomci někdejších otroků usednout jako bratři u jednoho stolu s potomky někdejších otrokářů.“ |
| "I have a dream that one day even the state of Mississippi, a desert state, sweltering with the heat of injustice and oppression, will be transformed into an oasis of freedom and justice." | „Sním o tom, že jednoho dne proměníme dokonce i Mississippi, stát umdlévající pod žárem nespravedlnosti a rasového útlaku, v oázu svobody a spravedlnosti.“ |
| "I have a dream (Well)[applause] that my four little children will one day live in a nation where they will not be judged by the color of their skin but by the content of their character. (My Lord) I have a dream today. [applause]" | „Sním o tom[potlesk], že mé čtyři malé děti budou jednoho dne žít v zemi, kde nebudou posuzovány podle barvy své kůže, ale podle kvality charakteru. O tom dnes sním! [potlesk]“ |
| "I have a dream that one day down in Alabama, with its vicious racists, with its governor having his lips dripping with the words of “interposition” and “nullification” (Yes), one day right down in Alabama little black boys and black girls will be able to join hands with little white boys and white girls as sisters and brothers. I have a dream today. [applause]" | „Sním o tom, že jednoho dne, na jihu v Alabamě, ve státě nechvalně známém svými rasisty a guvernérem, jehož řeč oplývá slovy interpozice a nulifikace, že právě v Alabamě si jednoho dne budou moci malí černí chlapci a dívky podat ruce s bílými dětmi jako bratři a sestry. O tom dnes sním! [potlesk]“ |